# 赤羽卓美
赤羽 卓美（あかばね たくみ、1965年9月18日 – ）は、日本のクリエイティブディレクター、ゲームクリエイター。長野県上田市出身。

## 来歴・人物
複合書店の企画広告制作を経て、カルチャー雑誌や建築雑誌の編集に携わる。同時にカメラマンとしても活動。その後、糸井重里が代表を務めるエイプに入社、『MOTHER2』、『ザ・モノポリーゲーム2』など、数々のヒット作の開発にかかわる。
95年以降は、クリーチャーズに入社、大山功一とともに、ポケモンカードゲームシリーズを開発。長年研究を続けてきたロジカルシンキングや物語モデルを応用し、トレーディングカードゲームのデザインを完成させる。高度な対戦型の大会試合を中心とした仕組みは、世界中の子供たちを夢中にさせ、日本はもとより、北米を中心に中南米、ヨーロッパ各国にいたるまで、世界的な大ヒットとなった。
2008年より、フリーランスのクリエイターとして活動。ミルキィ・イソベ主催パラボリカ・ビスの展示、球体関節人形の撮影や『夜想』編集のサポート。高橋秀元らとともに、松岡正剛が校長を務めるISIS編集学校で「物語講座」を開設。“綴師”として講座の中心を担う。読書家としても知られ、塚田有一主催の「温室」（代官山）で、定期的に蔵書を公開している。
「動きやすい」という理由から、冬でも半ズボンというラフな出で立ちを好む。
2013年より、セガトイズのコロッサス・オーダーTCG開発チームに参加。